# Asyneuma
- Commons
- Wikispecies

Asyneuma é um gênero botânico pertencente à família Campanulaceae.